# Selas
Selas ist ein Ort und eine Gemeinde (municipio) mit 35 Einwohnern (Stand: 2024) im Osten der Provinz Guadalajara in der Autonomen Gemeinschaft Kastilien-La Mancha in Zentralspanien. 

## Lage und Klima
Selas liegt im Iberischen Gebirge in einer Höhe von 1250 m. Die Entfernung zur westsüdwestlich gelegenen Provinzhauptstadt Guadalajara beträgt ca. 79 Kilometer (Fahrtstrecke). Das Klima ist warm und gemäßigt; die Niederschläge verteilen sich über das Jahr.

## Bevölkerungsentwicklung
| Jahr      | 1960 | 1970 | 1981 | 1991 | 2001 | 2011 | 2021 |
| Einwohner | 284  | 177  | 79   | 76   | 53   | 67   | 44   |

## Sehenswürdigkeiten
- Marienkirche